# Syvdsfjorden
Syvdsfjorden er en 10 kilometer lang og omkring en km bred fjord i Vanylven kommune på Sunnmøre  i Møre og Romsdal fylke i Norge. Fjorden er en arm af Rovdefjorden og går fra Koparneset på vestsiden af Syvdsfjorden og Syvdsneset på østsiden, ind til bygdecenteret Syvde. Bygden Eidså ligger cirka halvvejs inde i fjorden på vestsiden.
Den største dybde i fjorden er 328 meter, yderst ved Rovdefjorden. 
Østsiden af den ydre del af fjorden er specielt høj og stejl, over 800 meter ret op. Lige øst for bjergvæggen  ligger Sandegga på 970 meter over havet. Fylkesvej 61 går langs fjorden fra Eidså til Koparnes færgekaj. Vejen som ellers går rundt langs fjorden, hed tidligere riksvei 652, og den går videre gennem Rovdestranda og via Lauvstad færgekaj til et kryds ca. 400 meter fra Volda færgekaj.